# Alling
Alling település Németországban, azon belül Bajorországban. Lakosainak száma 4072 fő (2023. december 31.). Alling Emmering és Eichenau községekkel határos.

## Népesség
A település népessége az elmúlt években az alábbi módon változott:
| Lakosok száma | 616  | 3649 | 1413 | 2789 | 3583 | 3664 | 3835 | 3902 | 3965 | 4072 |
|               | 1875 | 1950 | 1975 | 1987 | 2012 | 2014 | 2016 | 2017 | 2021 | 2023 |

## Fekvése
Az Augsburg irányába tartó B 2-es útról Hoflactól délre fekvő település.

## Története

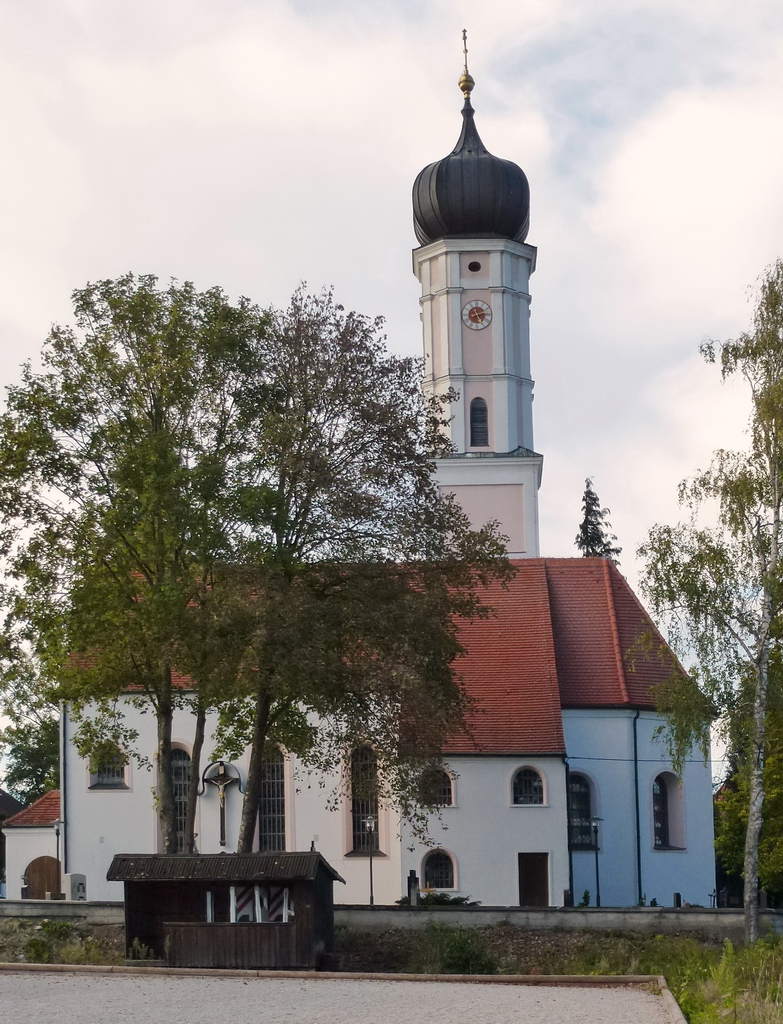

Nevét az oklevelek 802-ben említették először Alli, Alling alakban.
A település gótikus fogadalmi kápolnája (Votivkapelle) messziről látható. A kápolnát még Ernő bajor herceg építtette az allingi csatamezőn, az ő serege által Szakállas Lajos német-római császár csapatai fölött 1422-ben aratott győzelem emlékére hálából; A életre-halálra folyó harcok során a müncheni céhek önkéntesei nemcsak a csata kimenetelét döntötték el, hanem kimentették a herceg fiát, a későbbi II. Albertet is az ellenséges gyűrűből. A hála kápolna hamarosan meg is épült, mindmáig megőrizve gótikus alakját, hálós mennyezetét, szépen faragott imapadjait és késő gótikus paraszti oltárait is.

## Galéria

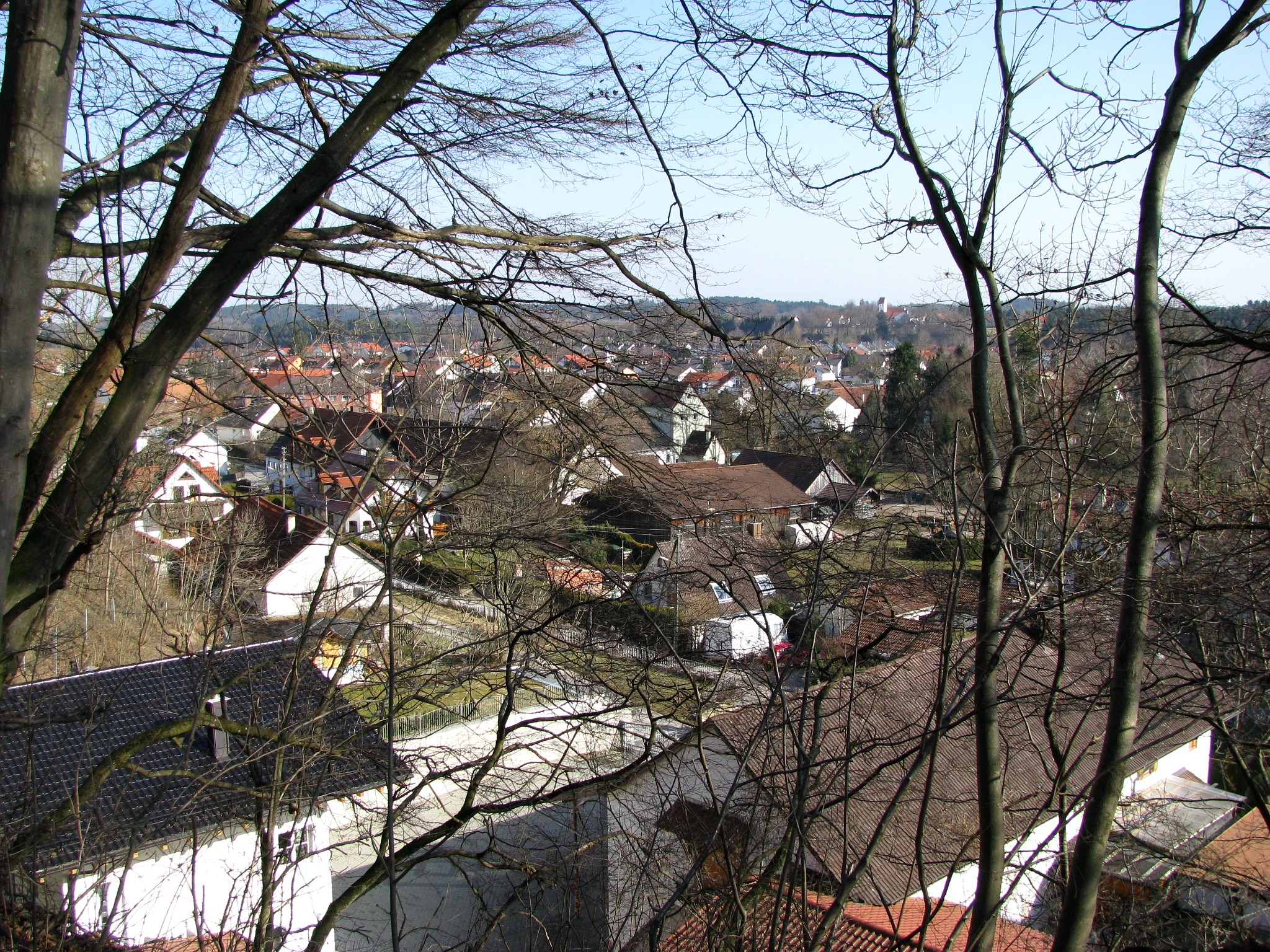
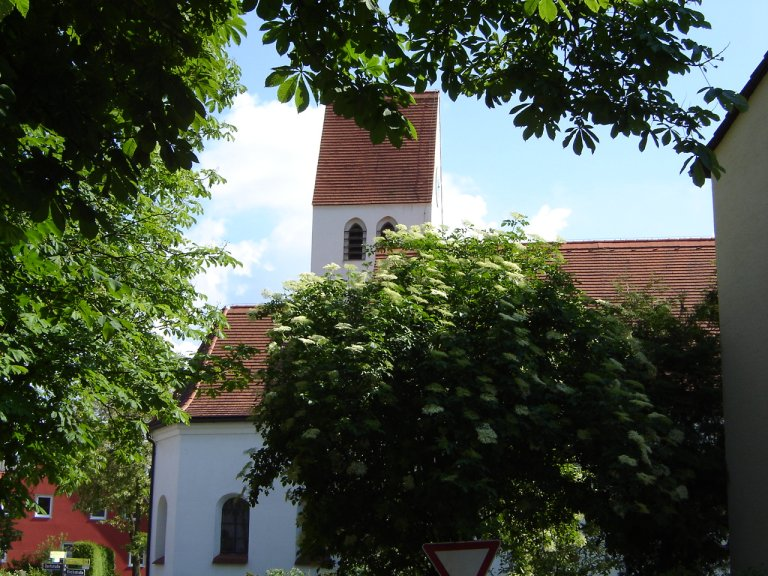
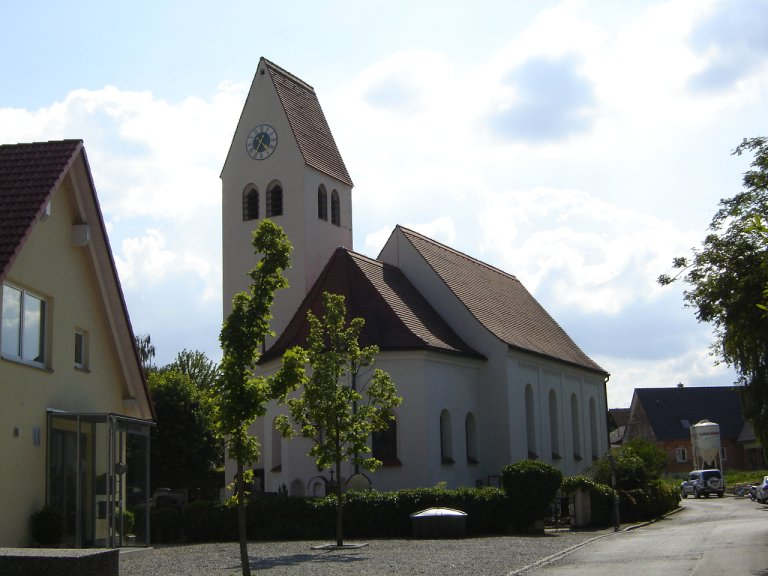
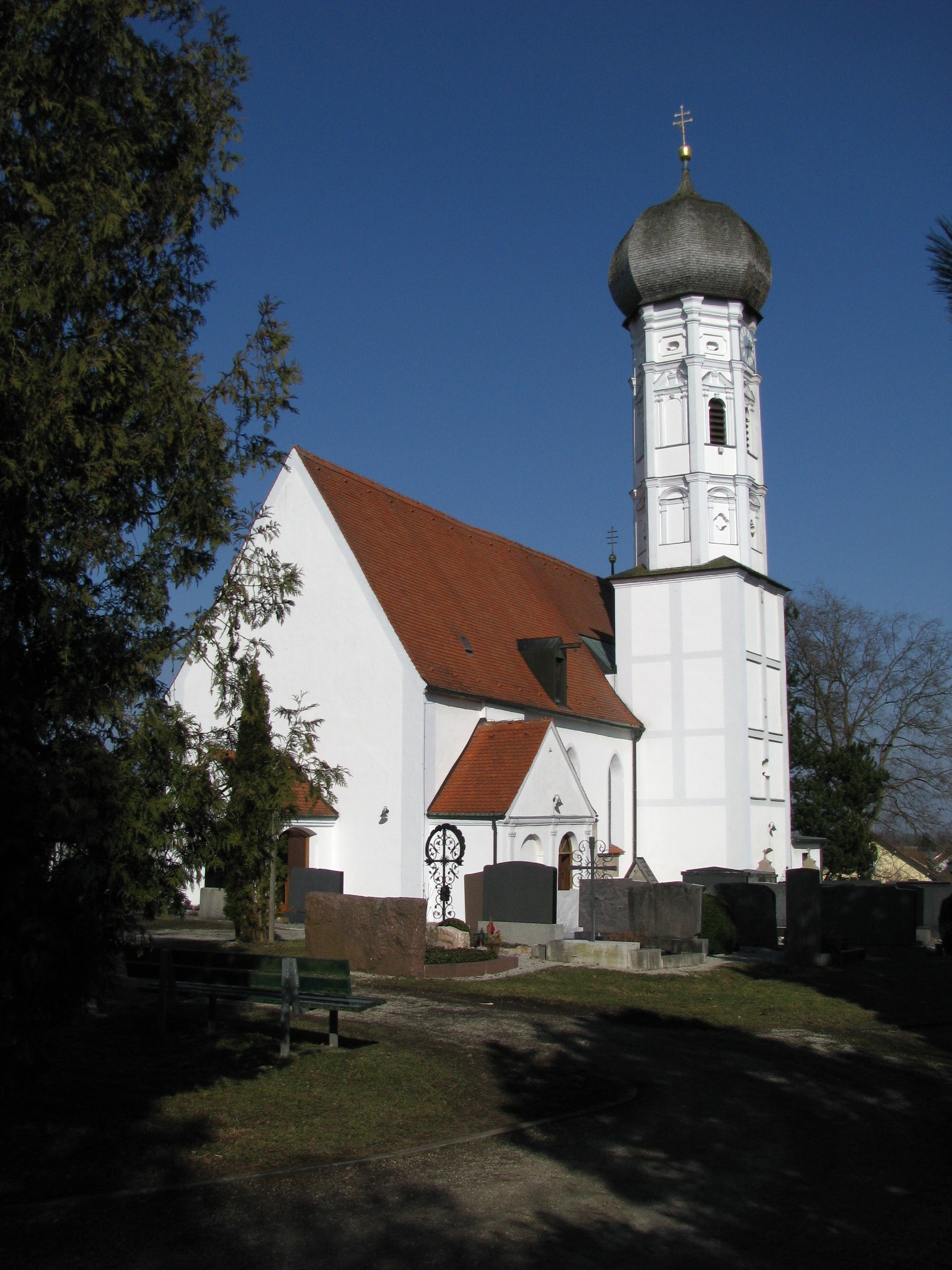
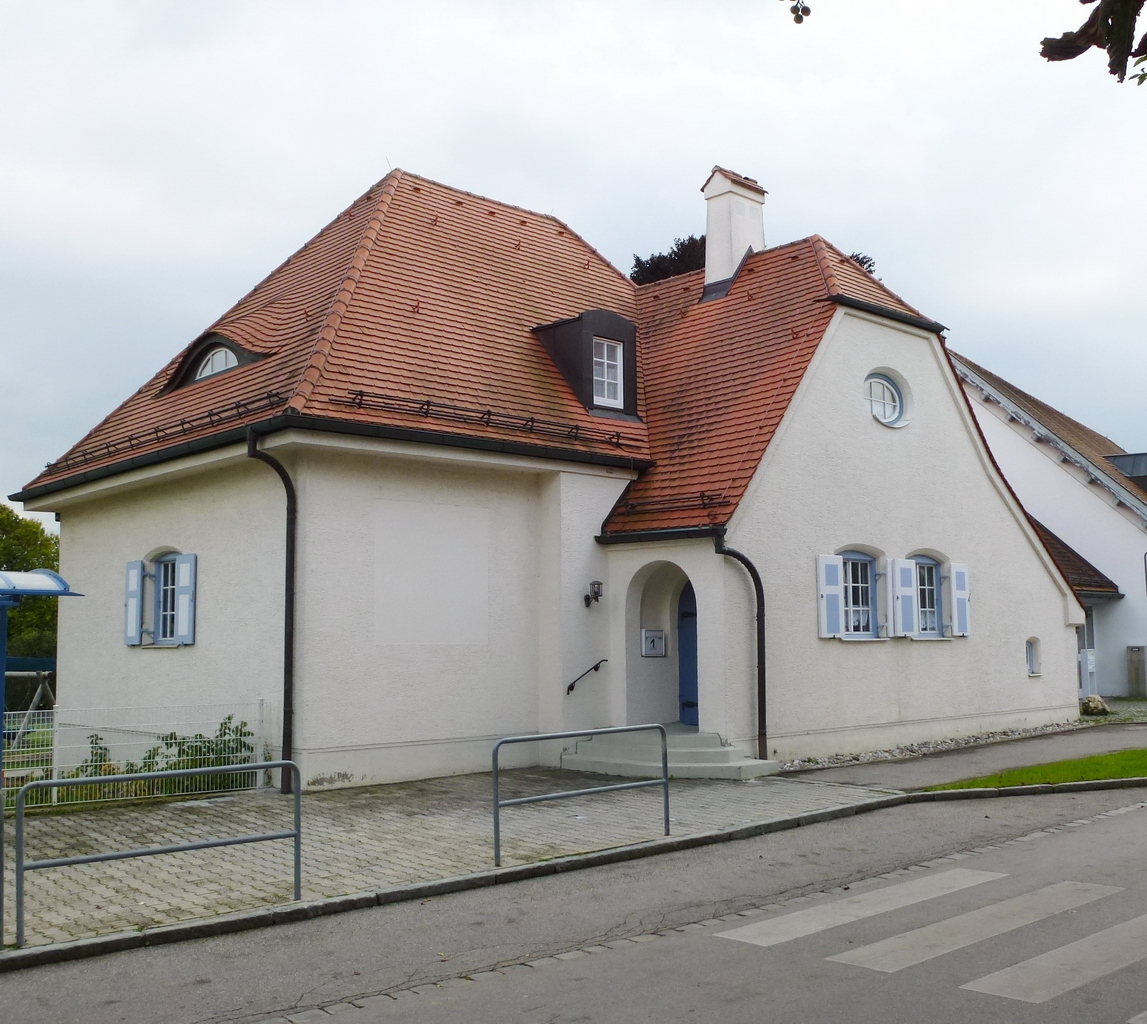
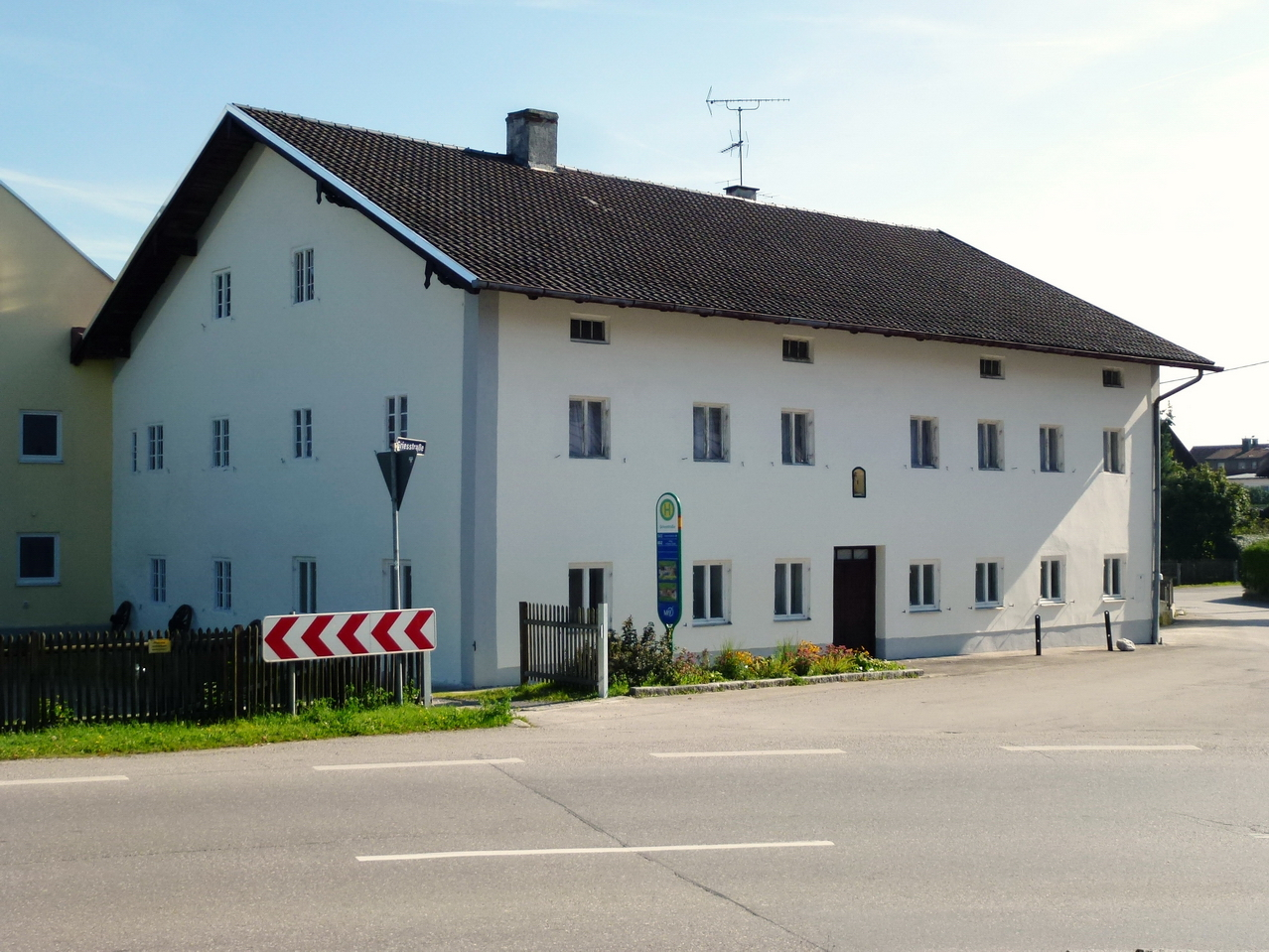
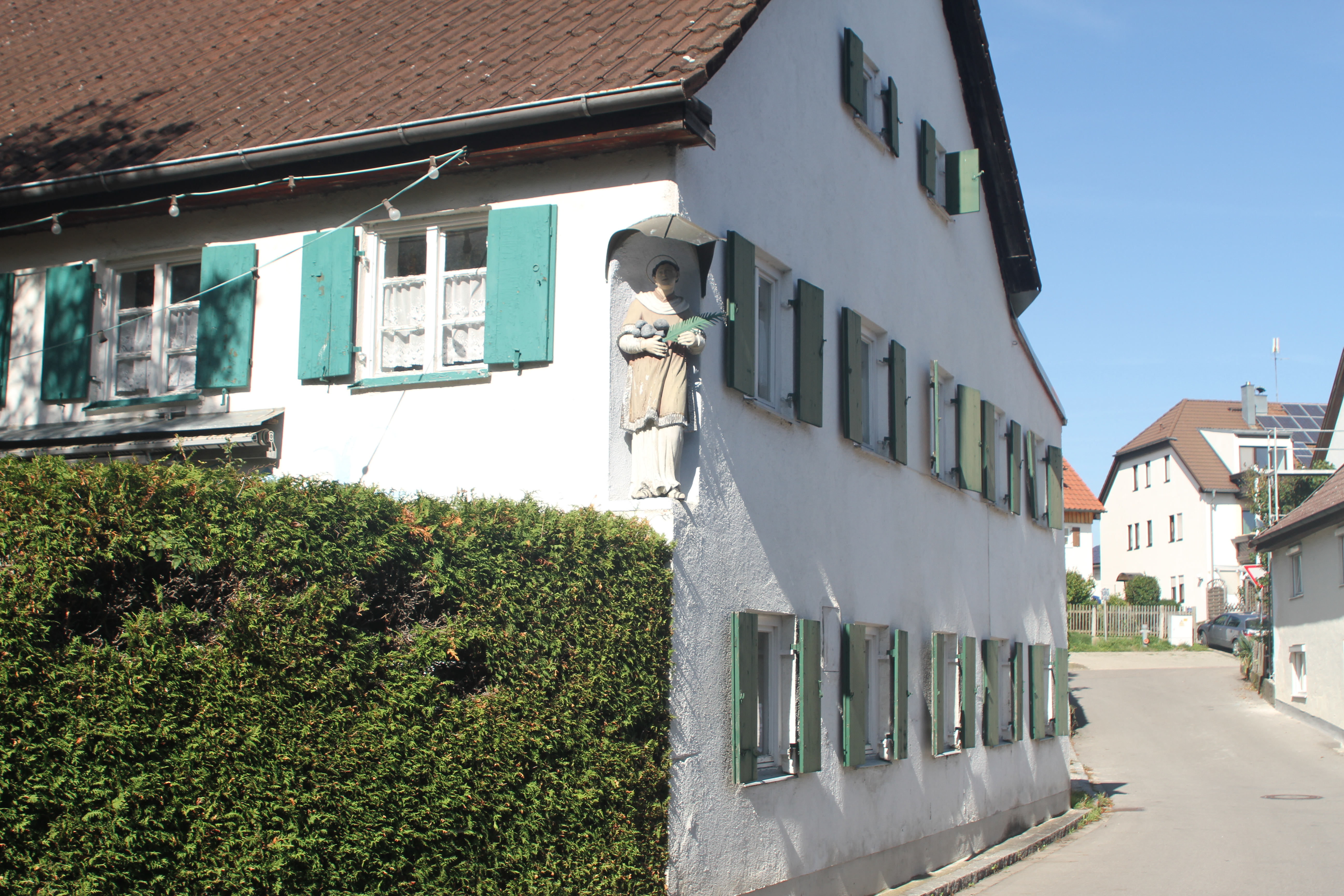
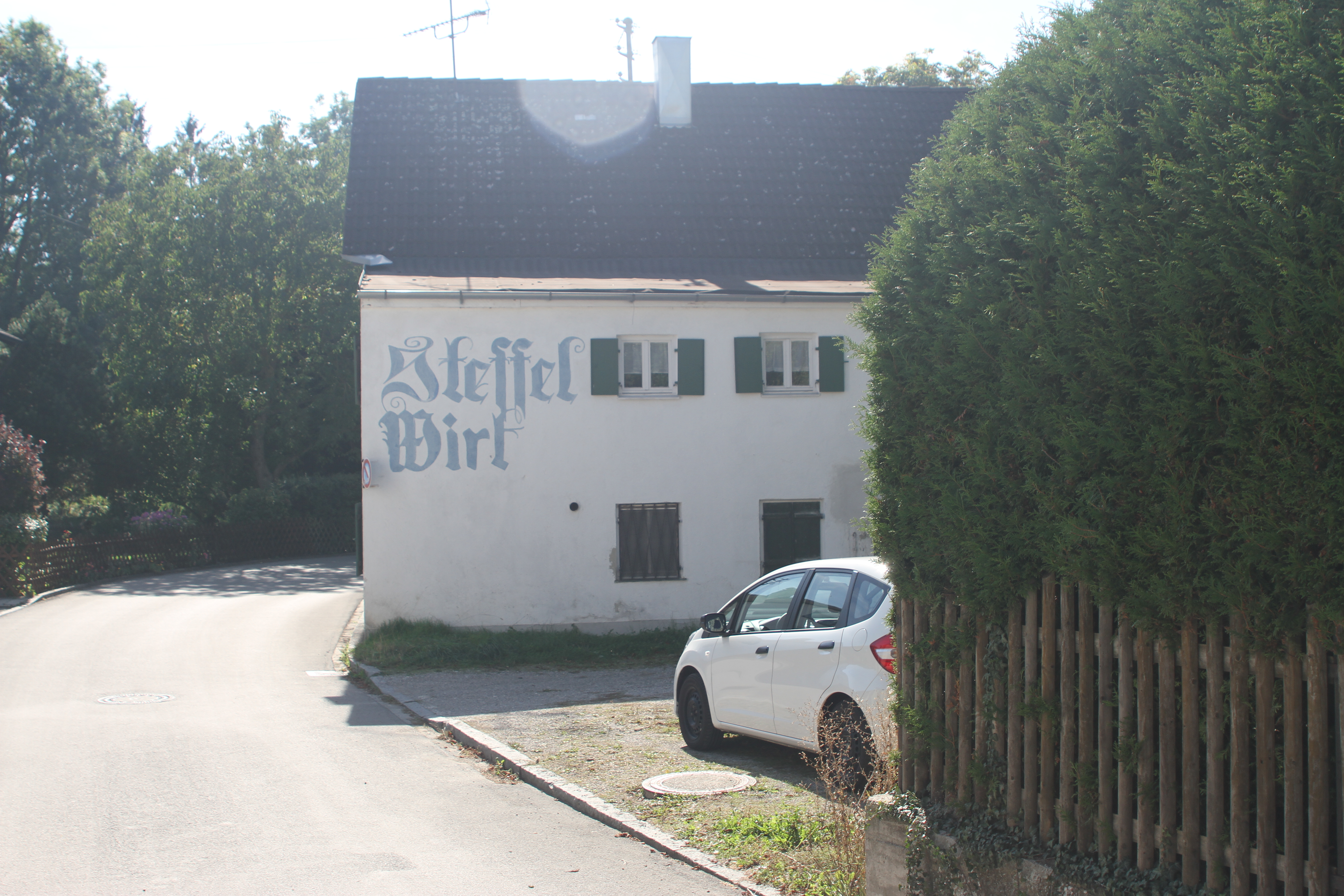
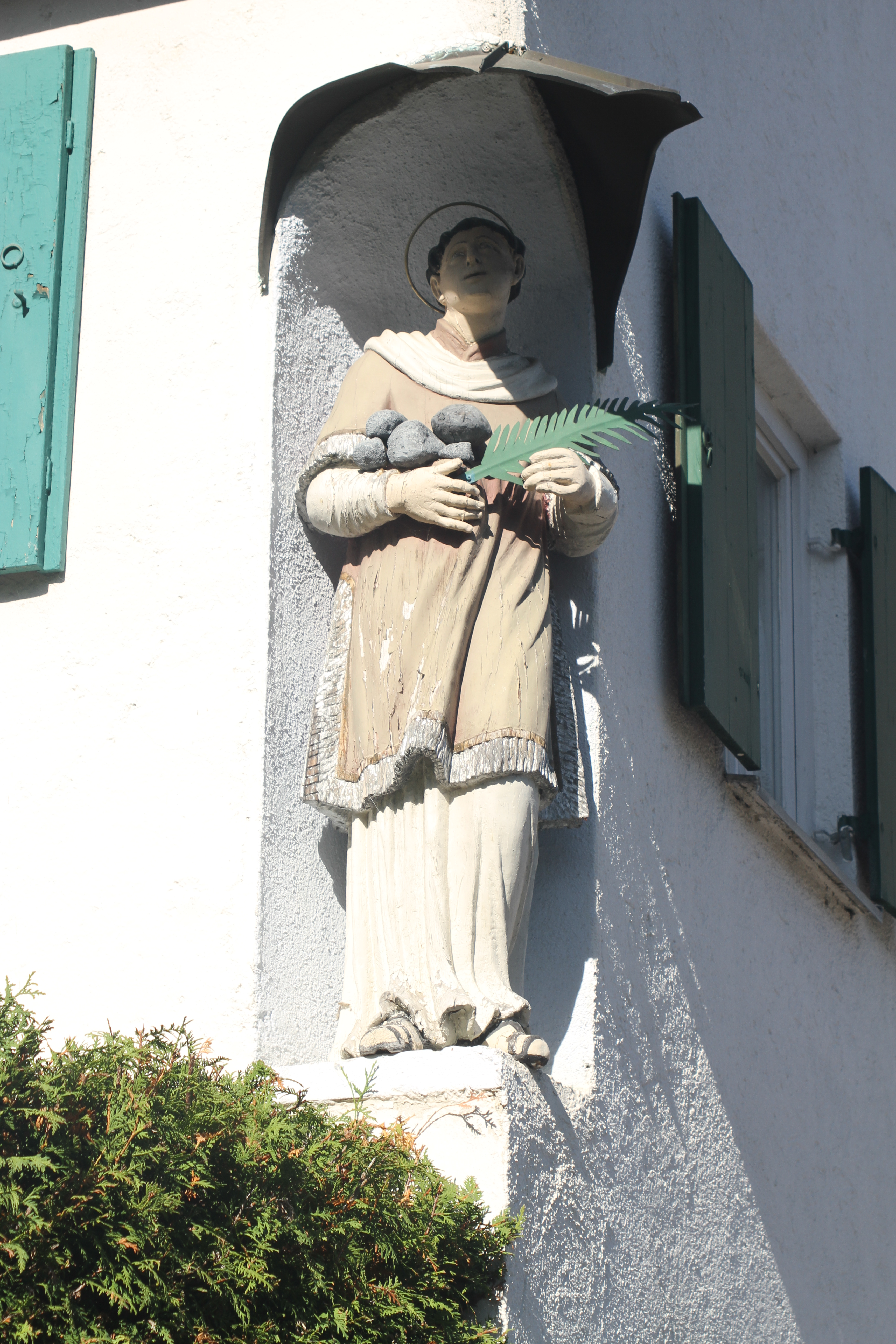
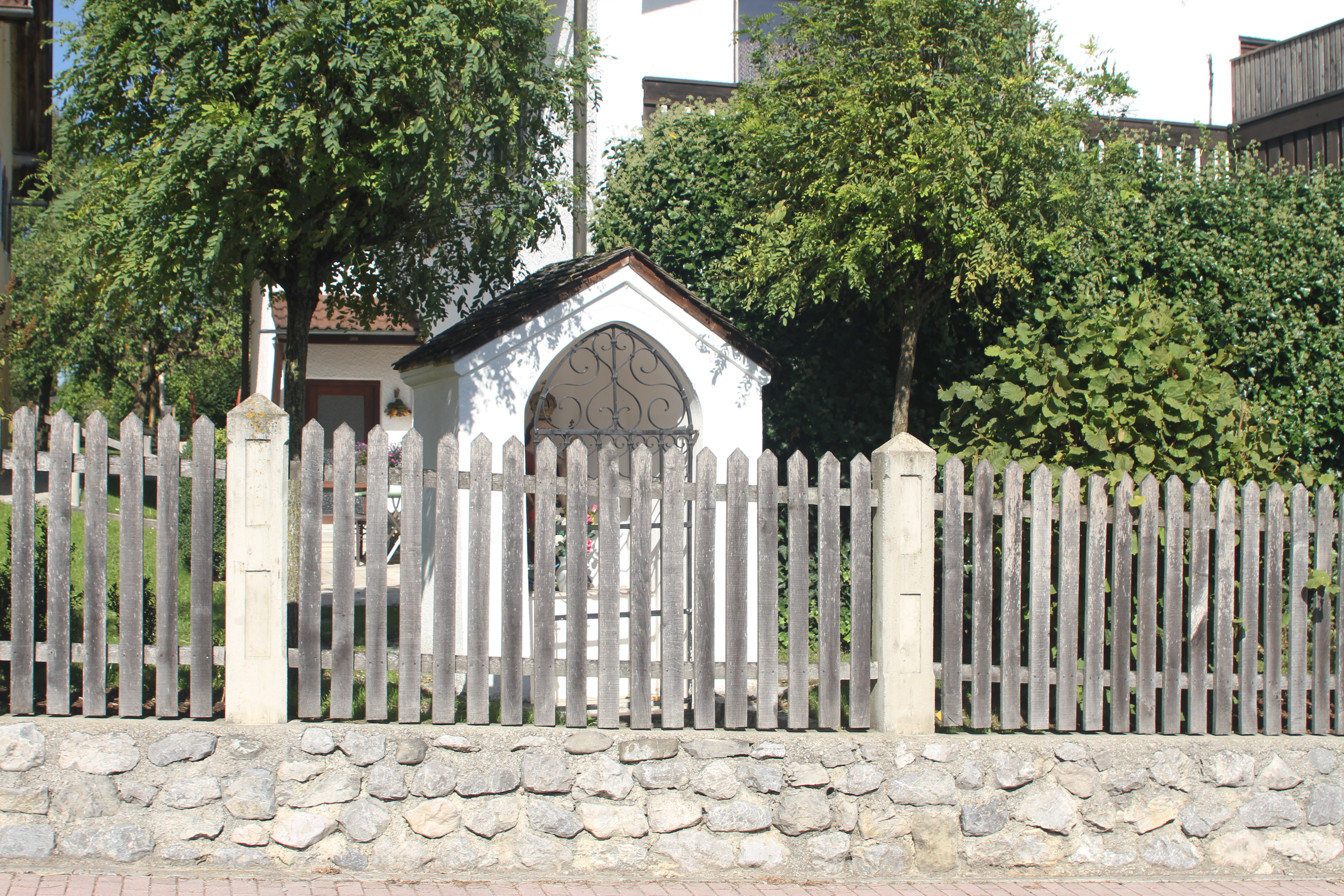
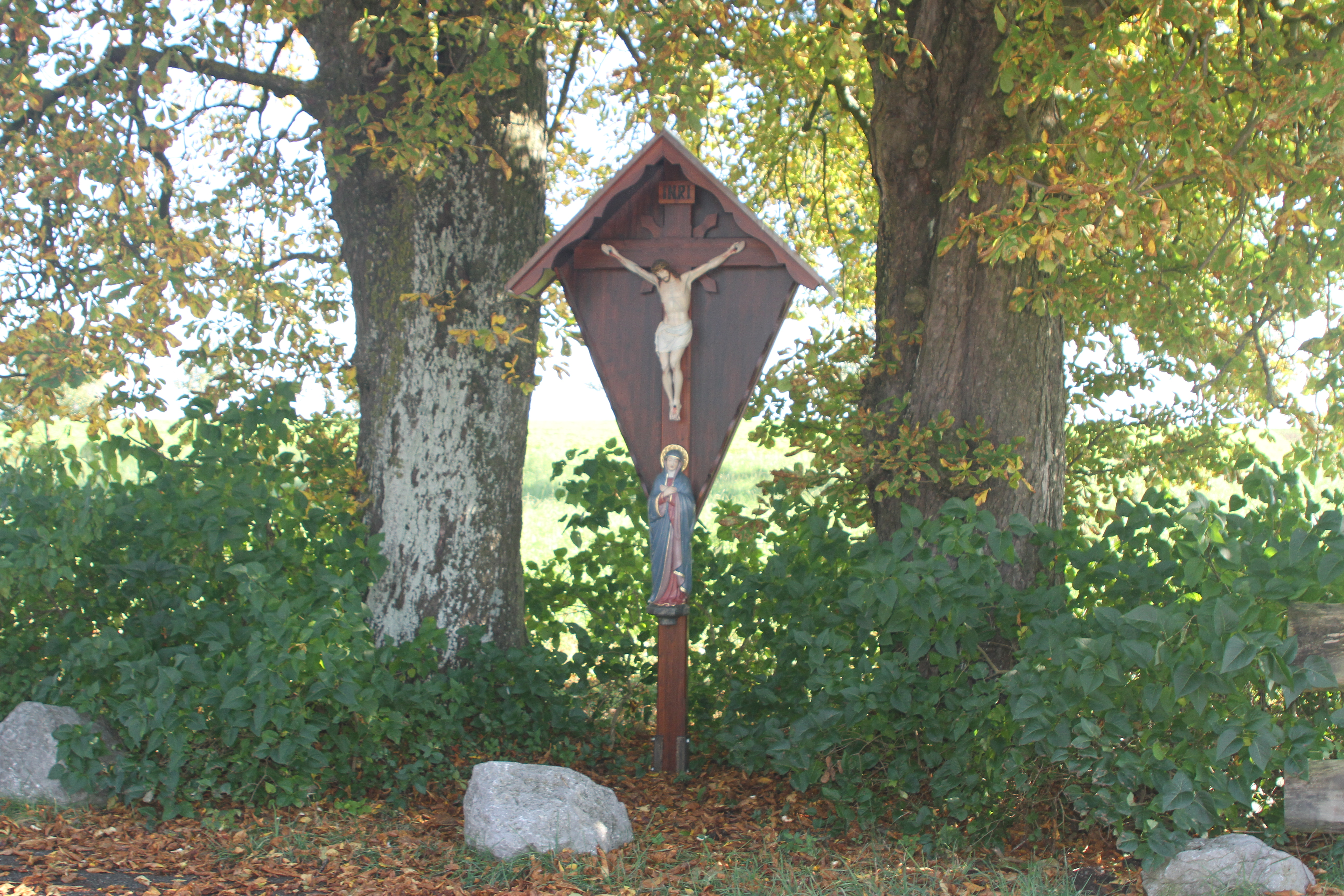
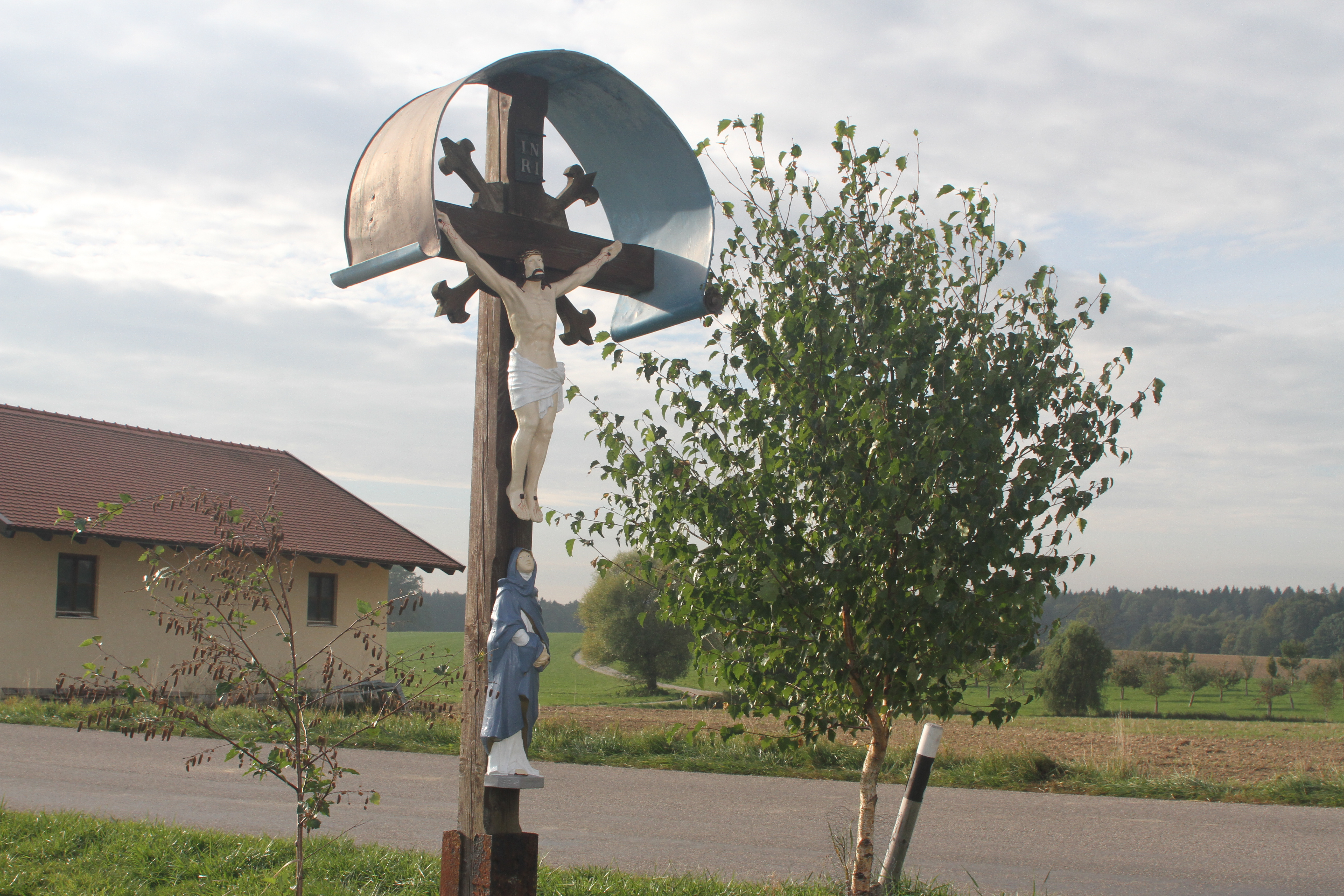

Lásd még: Burgstall Alling és listát műemlékek Alling